# Arthur Scherbius
Arthur Scherbius (20 octobre 1878 - 13 mai 1929) est un ingénieur en électricité allemand. En 1918, il fait breveter une machine de chiffrement novatrice basée sur des rotors désynchronisés, qui portera plus tard le nom de machine Enigma.

## Biographie
Scherbius est né à Francfort en 1878. Fils d'un homme d'affaires, il étudie l'électricité à l'université technique de Munich et s'inscrit ensuite à l'université technique de Hanovre où il termine ses études en mars 1903. L'année suivante, il écrit sa thèse sur un système de turbine à eau et reçoit son doctorat en ingénierie.
Scherbius travaille ensuite pour plusieurs entreprises en Allemagne et en Suisse. En 1918, il fonde son entreprise, « Scherbius & Ritter » à Berlin et invente différents objets : des moteurs asynchrones, des coussins électriques ou encore des corps-chauffant en céramique. Ses contributions font que son nom est resté dans le domaine des moteurs asynchrones : on parle du principe de Scherbius pour désigner l'utilisation de machines tournantes au lieu de convertisseurs de puissance.
Le 10 novembre 1917, il épouse Elisabeth Taaks à Brême.
Le 23 février 1918, il dépose un brevet pour sa machine de chiffrement et commence à la commercialiser. Au début, la machine est proposée à la marine allemande et au ministère des Affaires étrangères allemand, mais sans succès. Les affaires sont difficiles et l'entreprise est réorganisée à deux reprises durant les années 1920. En 1923, Scherbius vend la première version, l'Enigma-A. Trois autres versions commerciales vont suivre, et l'Enigma-D devient le modèle le plus répandu. En 1927, afin d'éviter une longue et coûteuse bataille judiciaire, Scherbius achète les droits du brevet d'une autre machine de chiffrement, inventée par Hugo Alexander Koch et brevetée en 1919.
Après l'avoir écartée une première fois, la marine allemande s'intéresse à nouveau à sa machine et adopte le modèle D d'Enigma. Elle y apporte des modifications en 1926. En 1929, l'armée de terre allemande utilise à son tour la même variante commerciale et modifie son mécanisme. Les deux machines des forces armées allemandes se ressemblent à quelques détails près. À partir de ce moment, son usage est étendu à toute l'organisation militaire allemande. La marine allemande la surnomme la « machine M ». Ces machines évolueront encore pour devenir les diverses Enigma de la Seconde Guerre mondiale, avec notamment l'ajout de rotors pour renforcer la sécurité.
Scherbius n'aura pas l'occasion de voir le succès de sa machine. Il meurt en 1929, victime de la ruade d'un cheval attelé à une carriole.